# Керри, Вэлори
Вэ́лори Ке́рри (англ. Valorie Curry, род. 12 февраля 1986, Ориндж, Калифорния) — американская актриса, наиболее известная по роли Шарлотты в фильме «Сумерки. Сага: Рассвет — Часть 2», Эммы Хилл в сериале «Последователи» и андроида Кары из видеоигры «Detroit: Become Human».

## Ранняя жизнь
Кэрри родилась в округе Ориндж, Калифорния, США. Окончила среднюю школу средней школе Соноры в городе Ла-Хабра, Калифорния, в 2004 году. После окончания школы поступила в университет штата Калифорния, где получила степень бакалавра театральных искусств. Она работала в таких театральных группах, как The Second City и Phantom Projects.

## Личная жизнь
В 2016 году Керри вышла замуж за Сэма Андервуда. Однако брак не увенчался успехом и в 2022 года они расстались и развелись в апреле 2023 года.
В 2019 году, в национальный день каминг-аута, актриса заявила что является лесбиянкой.

## Карьера
Кинодебют актрисы состоялся в 2005 году в телесериале «Вероника Марс» где она исполнила второстепенную роль. В 2011 году появилась в эпизодических ролях в телесериале «C.S.I.: Место преступления Нью-Йорк» и «Ясновидец», а также исполнила главную роль в короткометражной комедийной драме «Я люблю тебя как сумасшедший». В 2012 году исполнила главную роль в короткометражном демо от Quantic Dream «Кара», а также исполнила роль второго плана в фильме «Сумерки. Сага: Рассвет — Часть 2». В 2013 году присоединилась к главному актёрскому составу телесериала «Последователи», появившись в двух сезонах телесериала. В 2015 году исполнила главную роль в короткометражном фильме «Автобусная остановка»,  а также присоединилась к главному актёрскому составу телесериала «Обитель лжи». В 2016 году исполнила второстепенные роли в фильме ужасов «Ведьма из Блэр: Новая глава» и драматическом криминал «Американская пастораль», а также в телесериале «Тик» где исполнила роль сестры главного героя. В 2017 году вместе со своим мужем Сэмом Андервудом исполнили главные роли в короткометражной романтической драме «Офелия». В 2018 году повторила роль Кэры из одноимённого короткометражного фильма в компьютерной игре «Detroit: Become Human». В 2019 году появилась в научно-фантастическом фильме «После тьмы» и «Наследие гадюки». В 2021 году исполнила главную роль в телесериале «Утраченный символ», а в 2023 в драме «Начинай без меня». В 2024 году появилась в телесериале «Пацаны».

## Фильмография
| Год          |     | Русское название                    | Оригинальное название                 | Роль                         |
| ------------ | --- | ----------------------------------- | ------------------------------------- | ---------------------------- |
| 2005—2006    | с   | Вероника Марс                       | Veronica Mars                         | Джейн Кун                    |
| 2011         | с   | C.S.I.: Место преступления Нью-Йорк | CSI: NY                               | Ханна Маккрей                |
| 2011         | кор | Я люблю тебя как сумасшедший        | I Love You Like Crazy                 | Мелоди                       |
| 2011         | с   | Ясновидец                           | Psych                                 | Роз-Мари Фэрроу              |
| 2012         | кор | Кара                                | Kara                                  | Кара                         |
| 2012         | ф   | Сумерки. Сага: Рассвет — Часть 2    | Twilight Saga: Breaking Dawn — Part 2 | Шарлотта                     |
| 2013—2014    | с   | Последователи                       | The Following                         | Эмма Хилл                    |
| 2015         | кор | Автобусная остановка                | Bus Stop                              | Алексия                      |
| 2015—2016    | с   | Обитель лжи                         | House of Lies                         | Келси                        |
| 2016         | ф   | Американская пастораль              | American Pastoral                     | Рита Коэн                    |
| 2016         | ф   | Ведьма из Блэр: Новая глава         | Blair Witch                           | Талия                        |
| 2016—2019    | с   | Тик                                 | The Tick                              | Дот Эверест                  |
| 2017         | кор | Офелия                              | Ophelia                               | Офелия                       |
| 2018         | ки  |                                     | Detroit: Become Human                 | Кэра                         |
| 2019         | ф   | После тьмы                          | After Darkness                        | Марго                        |
| 2019         | ф   | Наследие гадюки                     | Inherit the Viper                     | Ева                          |
| 2021         | с   | Утраченный символ                   | The Lost Symbol                       | Кэтрин Соломон               |
| 2023         | ф   | Начинай без меня                    | Start Without Me                      | Марисса                      |
| 2024 — н. в. | с   | Пацаны                              | The Boys                              | Мисти Такер Грей / Фейерверк |
| 2024         | ки  |                                     | Call of Duty: Modern Warfare III      | Мисти Такер Грей / Фейерверк |

### Музыкальные клипы
| Год  | Название         | Роль      | Исполнитель | Примечания |
| ---- | ---------------- | --------- | ----------- | ---------- |
| 2012 | "After Midnight" | пациентка | Blink-182   | [ 32 ]     |

## Награды и номинации
| Год  | Премия                                                | Категория                                         | Номинация за          | Результат | Примечания |
| ---- | ----------------------------------------------------- | ------------------------------------------------- | --------------------- | --------- | ---------- |
| 2018 | Gamers’ Choice Awards                                 | Любимая поклонниками актриса женского озвучивания | Detroit: Become Human | Номинация | [ 33 ]     |
| 2019 | National Academy of Video Game Trade Reviewers Awards | Выступление в драме, ведущая роль                 | Detroit: Become Human | Номинация | [ 34 ]     |